# 王达仁
王达仁（1914年—1969年），山西人，与王瑶、牛荫冠等同侪，一二·九运动 时代就读于清华大学，专业为经济。
在“一二九”运动中，王达仁是学生自治会主席，能协调左右派同学。百灵庙大捷后，他率领赴绥劳军师生代表团北上慰问傅作义部队，返校后作汇报影响远播，朱自清在《绥行纪略》中提及了他。西安事变后，他和黄绍湘在庆祝和平解决大会上遭何炳棣等不同政见同学包围，后从容周旋。时任清华校长梅贻琦和教务长潘光旦將何等记大过，清华大学救国会则解散。在 “民先” 内部，少壮派发动大中学生，元老派联系上层；王达仁属于少壮派（蒋南翔、李昌），一度获双方拥护担任学生会主席工作。
后投身报业，先后在《贵州日报》、《新民报》（渝、沪、平）等任职，中共占领北平前夕临危受命担任北平《新民报》总编，解放后在新华社、《光明日报》任职。因曾服务 “资产阶级报纸”等，在文革中被迫害，坠楼身亡。